# Crușovăț, Caraș-Severin
Crușovăț (maghiară Körtvélypatak) este un sat în comuna Cornea din județul Caraș-Severin, Banat, România.

## Imagini

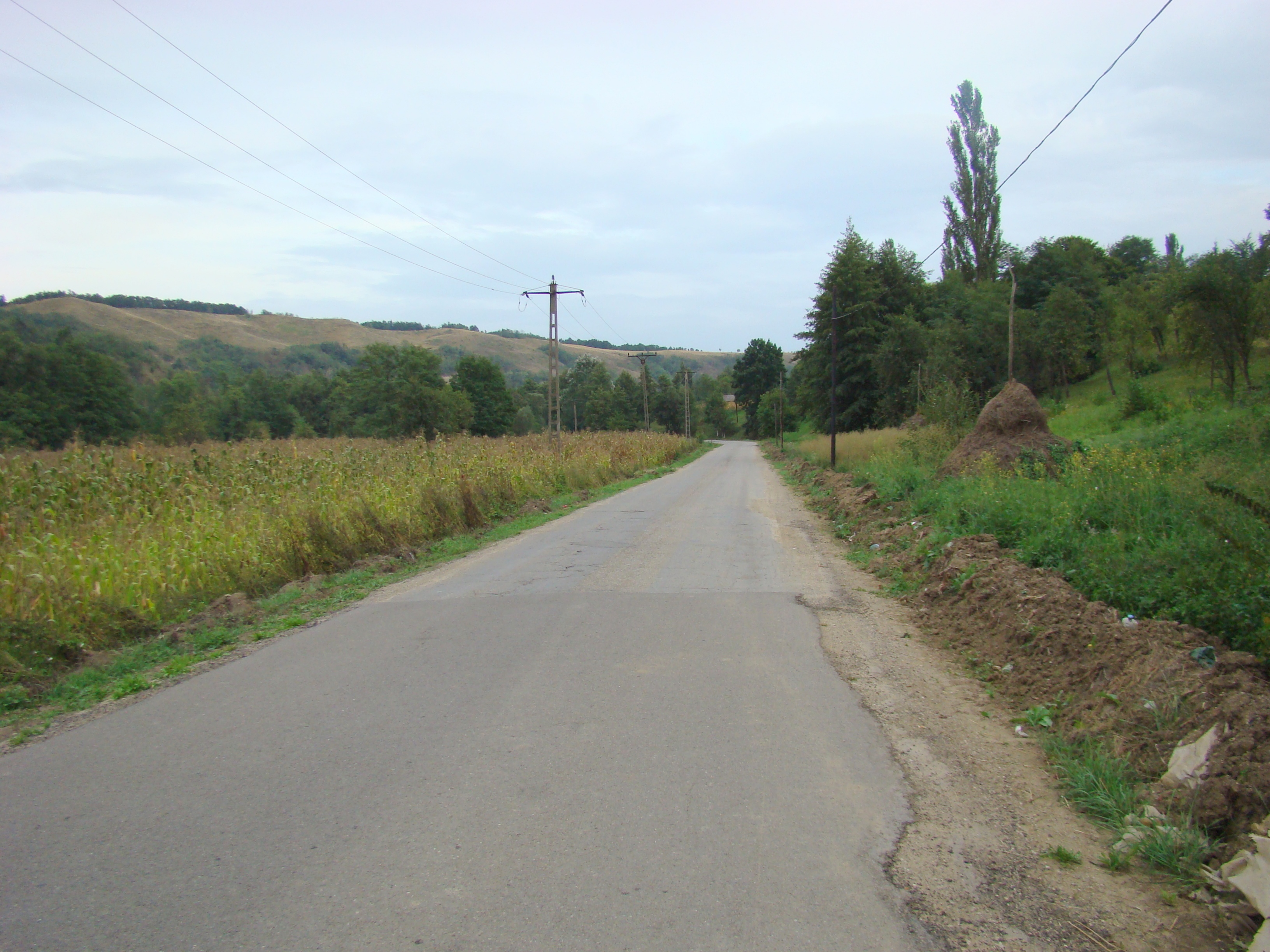
Drumul Mehadica-Crușovăț
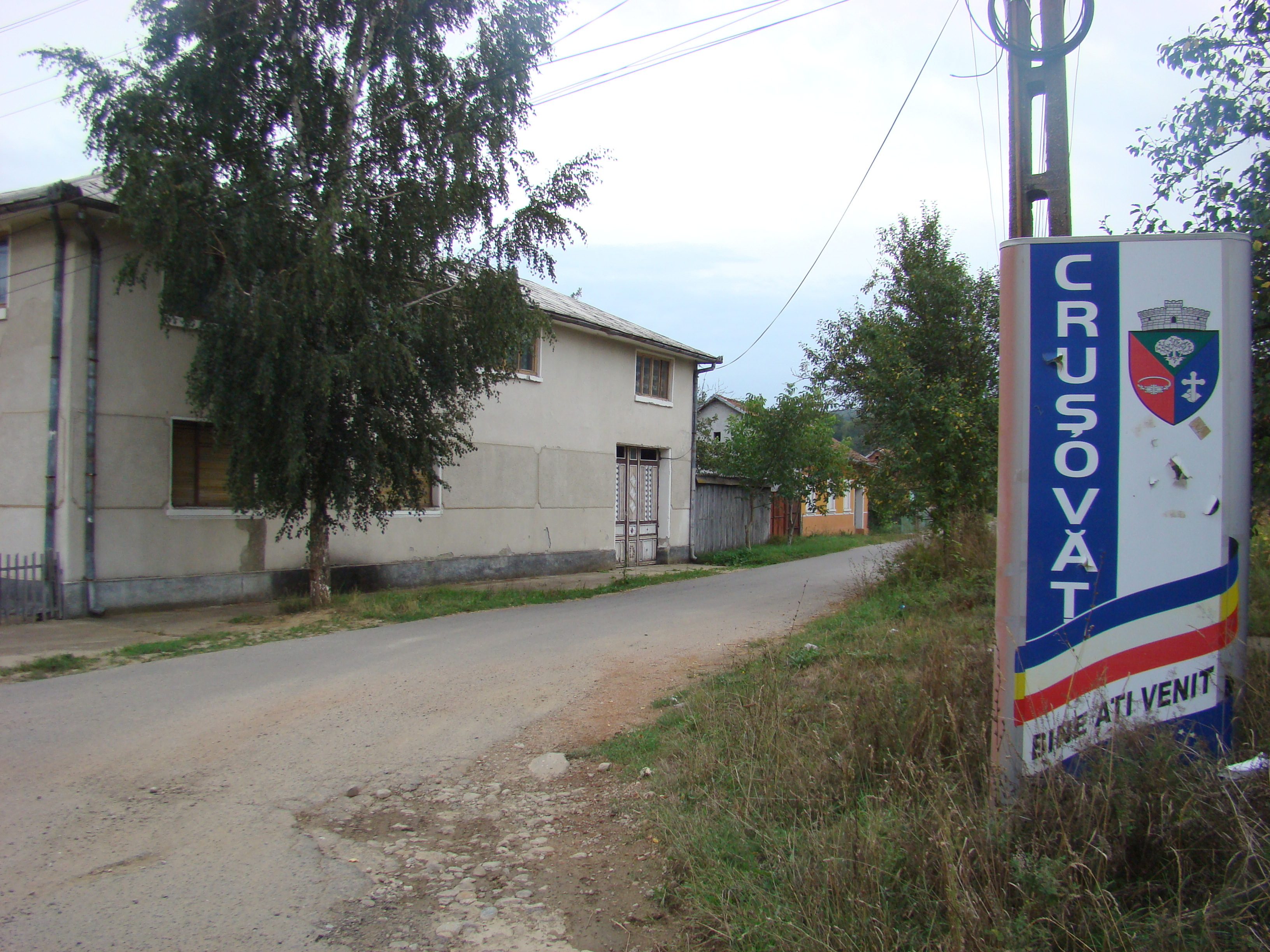
Intrarea în localitate
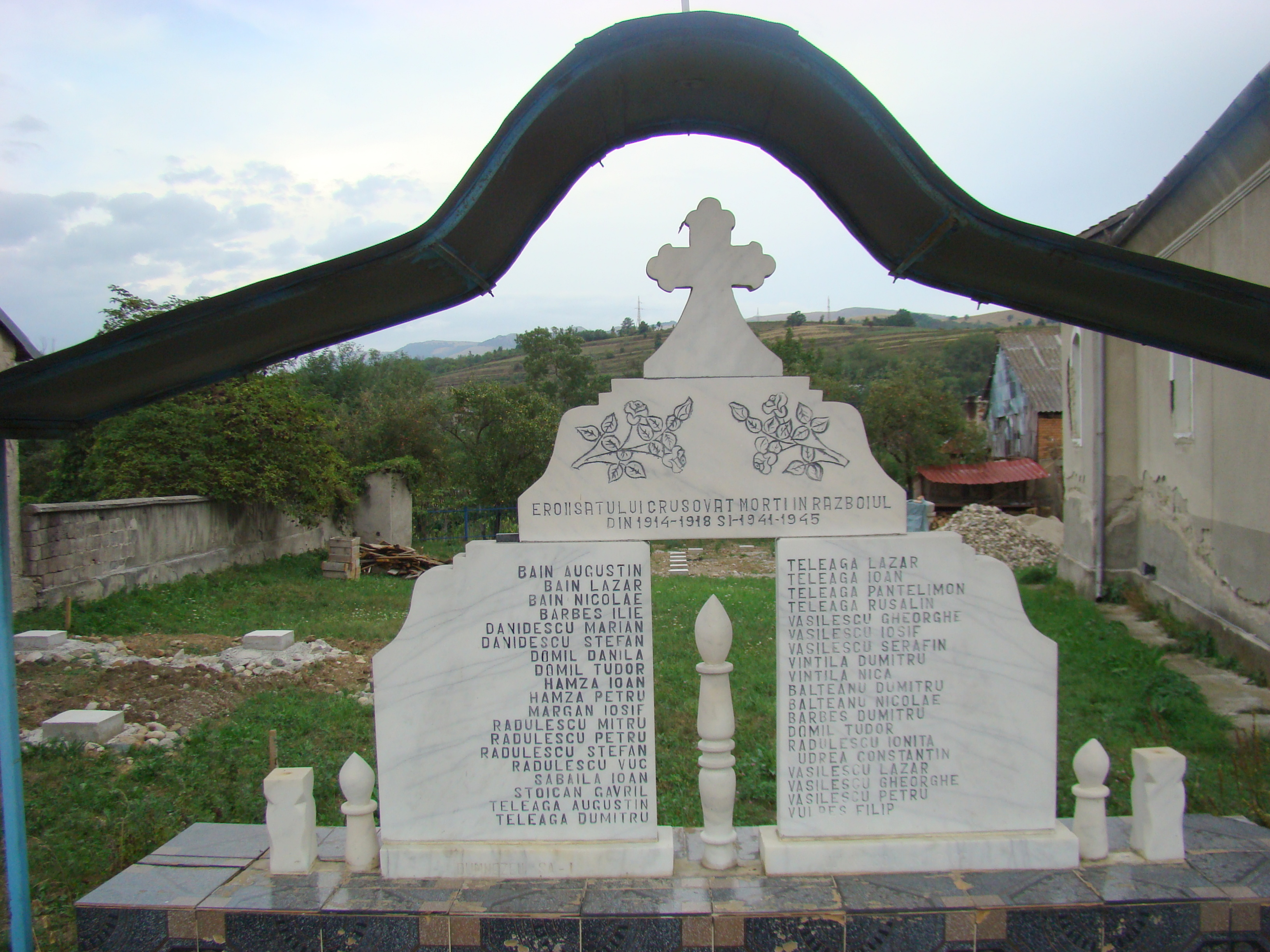
Monumentul eroilor
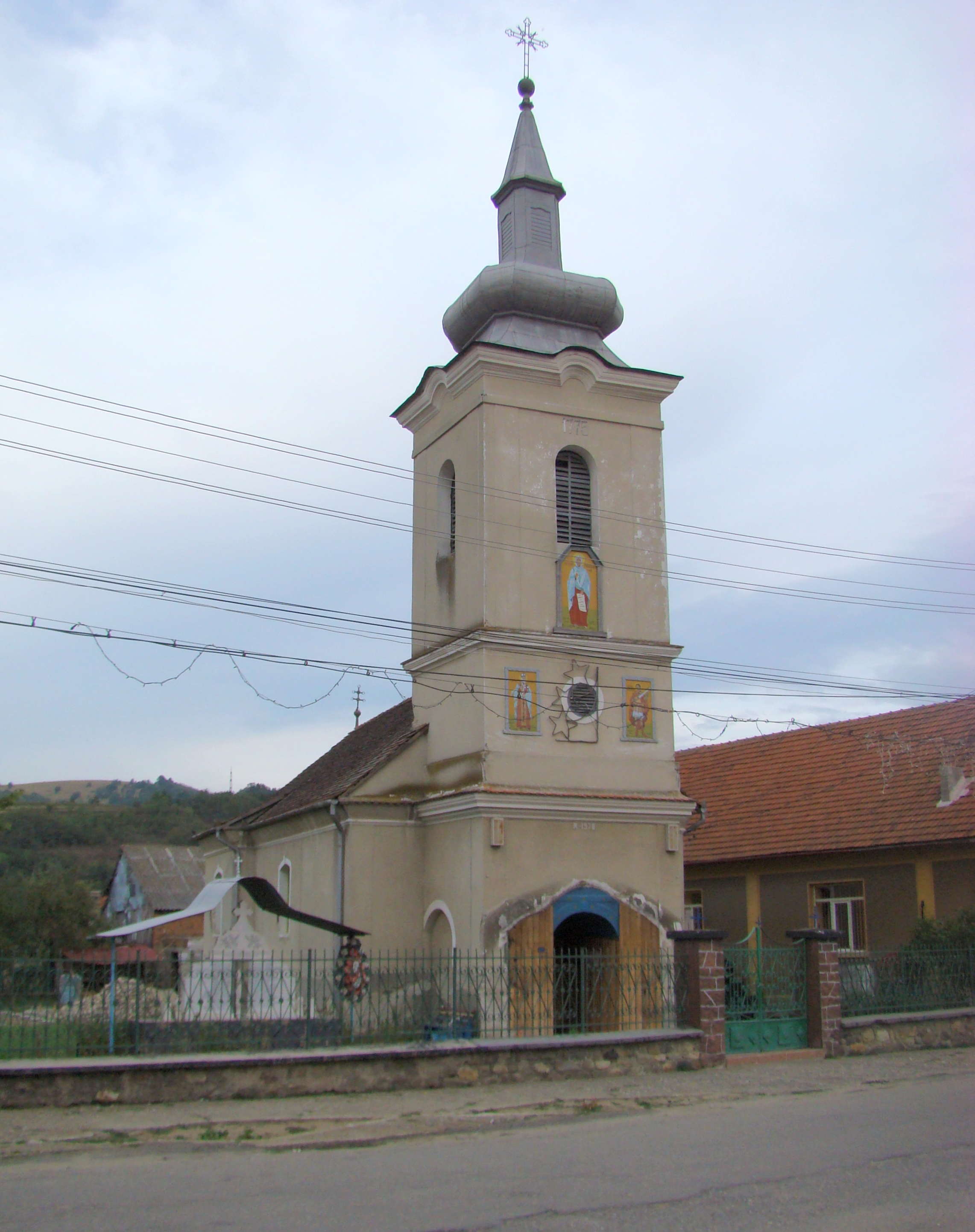
Biserica „Cuvioasa Paraschiva”
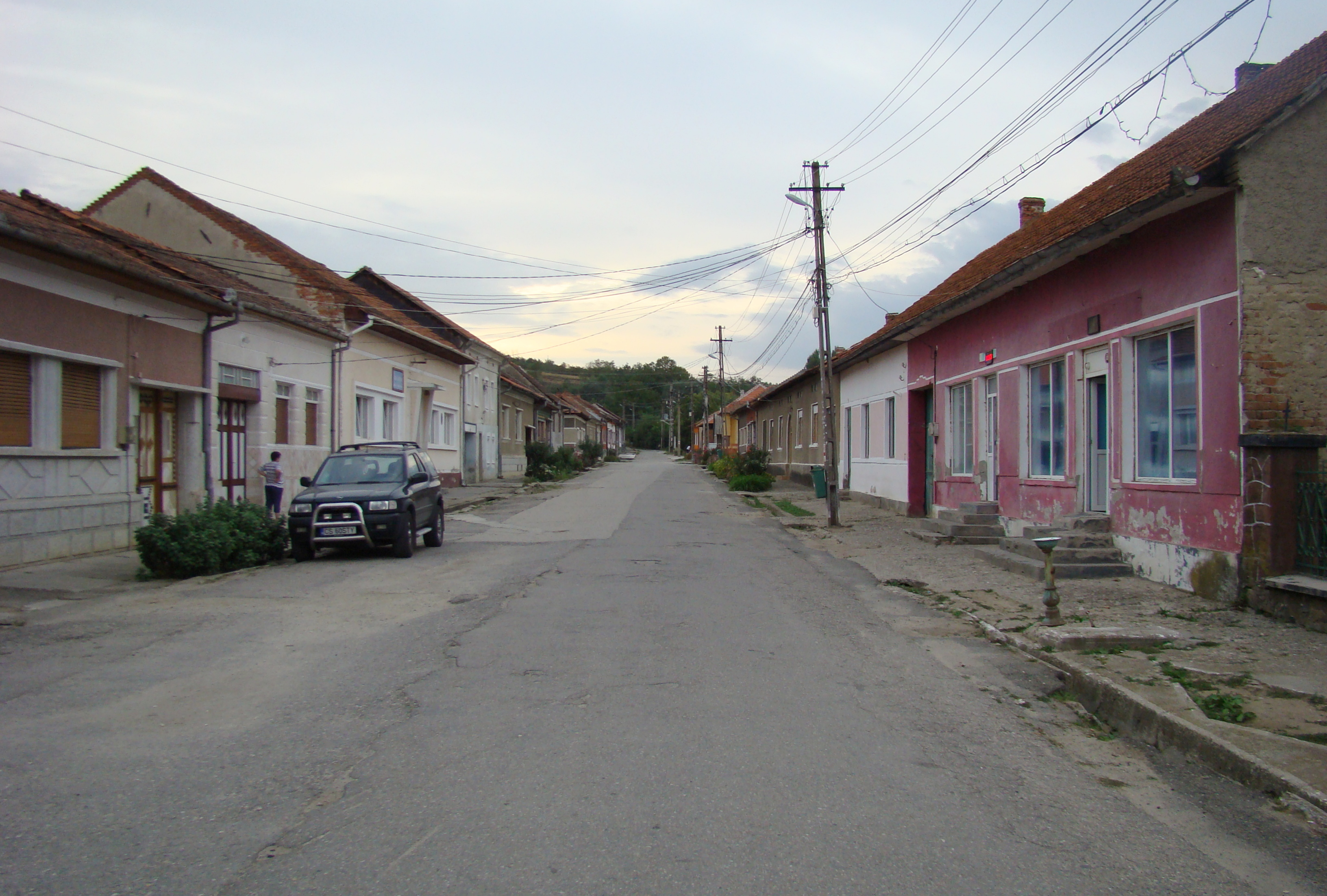

## Legături externe

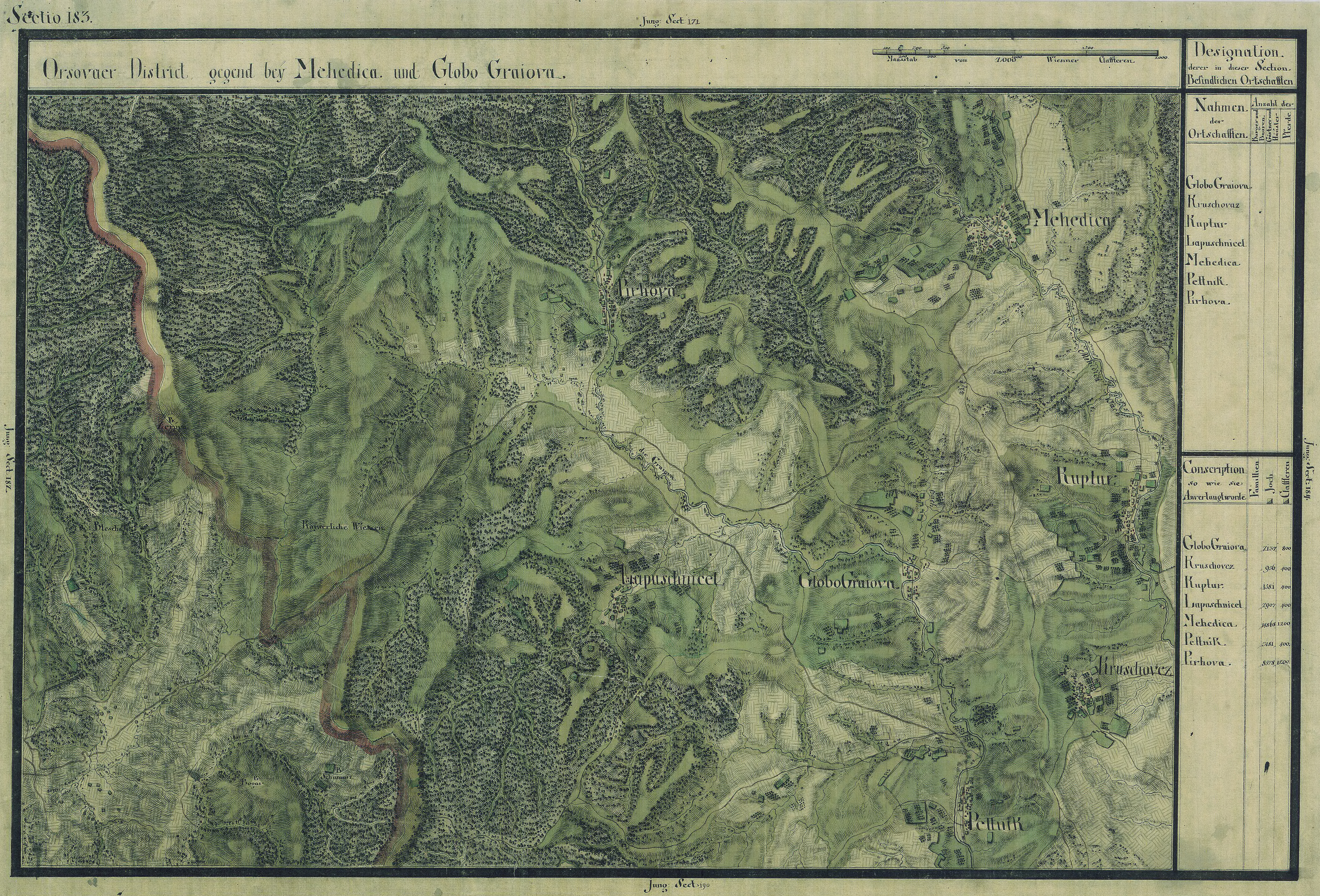
Crușovăț în Harta Iosefină a Banatului, 1769-72

## Vezi și
- Biserica „Cuvioasa Paraschiva” din Crușovăț